# Dynamenella yomsii
Dynamenella yomsii är en kräftdjursart som beskrevs av Storey 2002. Dynamenella yomsii ingår i släktet Dynamenella och familjen klotkräftor. Inga underarter finns listade i Catalogue of Life.